# Stammdaten
Stammdaten ist in der Informatik (Datenmanagement) und der Betriebswirtschaftslehre (im Zusammenhang mit dem Einsatz von betrieblicher Anwendungssoftware) die Bezeichnung für Daten, die Grundinformationen über betrieblich relevante Objekte (wie Produkte, Dienstleistungen, Lieferanten, Kunden, Personal) enthalten, die zur laufenden (z. B. periodischen) Verarbeitung in Geschäftsprozessen erforderlich sind. Sie werden deshalb auch statische Daten oder Grunddaten genannt (englisch master data, core data, static data).

## Allgemeines
Obwohl der Begriff „Stammdaten“ nicht immer eindeutig verwendet wird, kann allgemein davon ausgegangen werden, dass auf die Entstehung der Daten als Schema abgestellt werden soll.
Einzelobjekte von Stammdaten werden auch Stammsätze genannt und in unterschiedlichen Speichermedien wie Datenbanken oder einfachen Dateien gespeichert. Stammdaten sind stets statisch, also nicht mit einem Zeitfaktor verbunden (z. B. Artikelbezeichnung, Rabattvereinbarungen, Namen und Adressen, Eintrittsdatum).

## Verwandte Datenkategorien
Im Kontext betrieblicher Mengen- und Wertebetrachtungen gibt es neben den Stammdaten auch den Begriff Bestandsdaten (englisch inventory data oder quantity on hand data), die sich über sogenannte Bewegungsdaten (wie zum Beispiel Daten über Bestellungen, Aufträge, Mahnungen, Zahlungen) bilden und verändern. (Lit.: Hansen)
Daten, die im Zusammenhang mit der Änderung von Stammdaten anfallen, werden Änderungsdaten genannt. Sie werden im Stammdatenmanagement (oft nicht als Teil der operativen Prozesse) bearbeitet.
Zu diesen Datenkategorien ergeben sich im Hinblick auf die Organisations- und Speicherungsform der Datenbestände keine zwingenden Abhängigkeiten. Allerdings gibt es bestimmte Präferenzen; zum Beispiel werden Stammdaten häufig in Datenbanken gespeichert und verarbeitet (wodurch sie gut auswertbar sind und ihre Qualität gut schützbar ist), operative Bewegungsdaten (wie 'eingegangene Zahlungen') liegen oft in einem üblichen, betriebssystemspezifischen Dateiformat vor.
Referenzdaten sind eine besondere Form der Stammdaten, die – übergeordnet – zur Klassifizierung der Stammdaten dienen.

## Formale Kriterien
Stammdaten lassen sich über drei Kriterien definieren:
1. über die existentielle Abhängigkeit, die zwischen einzelnen Entitäten (wie auch zwischen den zugehörigen Entitätstypen; synonym Objekttypen) bestehen kann: So setzt z. B. ein Auftrag die Existenz eines Kunden voraus; demnach gilt: kein Auftrag ohne Kunde; siehe auch Referentielle Integrität
2. über das unterschiedliche Volumen von Daten im Zeitverlauf (es wird im Laufe der Zeit mehr Aufträge geben als Kunden) und
3. über den Inhalt bzw. den Verarbeitungsprozess und über temporale Aspekte.

Stammdaten sind im obigen Beispiel die Kundendaten, während die Auftragsdaten unter Bewegungsdaten fallen.

### 1. Definition mittels existenzieller Abhängigkeit
In einem Entity-Relationship-Diagramm (ER-Diagramm) können die Entitätstypen so angeordnet werden, dass die originären, d. h. existenziell unabhängigen Entitätstypen auf einer Seite (angenommen links) und die existenziell davon abhängigen Entitätstypen weiter rechts stehen. Daten der ganz links stehenden Entitätstypen werden Stammdaten genannt, während Daten der ganz rechts stehenden Entitätstypen mit den stärksten Abhängigkeiten Bewegungsdaten genannt werden. Auch die Daten der dazwischen liegenden Objekttypen können je nach Lage graduell den Stamm- und Bewegungsdaten zugeordnet werden. Für je zwei existenziell voneinander abhängige Entitätstypen gilt dann, dass der existenziell unabhängige Entitätstyp die stämmigeren und der abhängige Entitätstyp die beweglicheren Daten enthält. Die beiden Begriffe Stamm- und Bewegungsdaten sind hier somit graduell antonym. Da die beweglicheren Daten auf die stämmigeren Daten verweisen, werden letztere auch Referenzdaten genannt. (Lit.: Sinz)

Beispiel für existenzielle Abhängigkeiten in einem strukturierten Entity-Relationship-Diagramm

So fallen beispielsweise Kunden- und Artikeldaten unter Stammdaten, während Daten zu Auftrags- und Rechnungsposition Bewegungsdaten sind.
In diesem Zusammenhang unterscheidet man Stammdaten gelegentlich auch in so genannte Hauptstammdaten (z. B. Kunde) und Hilfsstammdaten (z. B. Branche, Region, Versandart, Lieferbedingung oder Zahlungsziel).

### 2. Definition mittels Änderungsvolumen (Statik vs. Dynamik)
Daten, die sich häufig ändern (Erzeugung, Änderung, Löschung), werden oft als „Bewegungsdaten“ bezeichnet – wobei das Änderungsvolumen (die Änderungsfrequenz) alleine kein ausschließliches Kriterium für diese Klassifizierung ist. Trotzdem entstehen Bewegungsdaten dynamisch im Zeitverlauf auftretender Ereignisse und meist sehr viel häufiger als die Stamm- oder Bestandsdaten, auf die sie wirken. Ihre Existenz (von Entstehung bis zur Löschung) ist – abgesehen von Datensicherung und Historisierung – oft nur auf die Zeit begrenzt, bis der durch sie repräsentierte Vorgang seinen Niederschlag in den jeweiligen Stamm- oder Bestandsdaten gefunden hat. "Stammdaten sind Daten, die über einen längeren Zeitraum unverändert bleiben." (Lit.: SAP)

### 3. Definition nach inhaltlichen bzw. prozessorientierten sowie temporalen Aspekten
Stammdaten sind zustandsorientierte Daten, die der Identifikation, Klassifikation und Charakterisierung von Sachverhalten dienen und die unverändert über einen längeren Zeitraum zur Verfügung stehen. Sie werden auch als feste Daten bezeichnet.
Bewegungsdaten sind abwicklungsorientierte Daten, die immer wieder neu durch die betrieblichen Leistungsprozesse entstehen, laufend in die Vorgänge der Datenverarbeitung einfließen und dabei in der Regel eine Veränderung der Bestandsdaten bewirken. Die Bewegungsvorgänge werden als Transaktionen (engl. transaction) bezeichnet, ihre Datenausprägungen enthalten meist u. a. eine Zeitangabe (Datum, Uhrzeit, …).
Bestandsdaten sind – wie die Stammdaten – zustandsorientierte Daten, welche die betriebliche Mengen- und Wertestruktur kennzeichnen, und somit nicht unverändert. Sie unterliegen – anders als die Stammdaten – durch das Betriebsgeschehen einer systematischen Änderung, welche durch die Verarbeitung von Bewegungsdaten bewirkt wird. (Lit.: Scheithauer)
Beispiel: Eine 'Geldabhebung' (= Bewegung) entsteht – im gleichnamigen Geschäftsvorfall oder Geschäftsprozess – zu einem bestimmten Zeitpunkt und führt zu einer Änderung im 'Kontosaldo' (= Bestandsdaten). Ohne solche und ähnliche Bewegungen bliebe das Konto für lange Zeit unverändert, wie die Kontostammdaten (z. B. das Kreditlimit) also statisch.

### Zusammenfassung
Die drei Definitionen führen nicht immer zu gleichen Umfängen der Begriffe Stamm- und Bewegungsdaten; die Begriffsdefinitionen sind also nicht äquivalent. So ist z. B. der Lagerbestand eines Artikels in einem Supermarkt gemäß Definition 1 ein Stammdatum; da er eine Eigenschaft des existenziell unabhängigen Entitätstyps Artikel ist. Da sich der Lagerbestand relativ häufig ändert, ist er gemäß Definition 2 ein Bewegungsdatum. Gemäß Definition 3 ist er ein Bestandsdatum, denn der Lagerbestand beschreibt den mengenmäßigen Zustand eines Artikels.
Die Eigenschaft eines Datums, als Stammdatum oder Bewegungsdatum eingeordnet zu werden, ist abhängig vom Umfeld (Kontext). Was in einer Anwendung oder Datenbank Stammdaten sind (z. B. Artikeldaten in einem Lagerverwaltungssystem), können in einer anderen Datenbank Bewegungsdaten sein (z. B. Artikeldaten in einer Datenbank zur Erstellung eines konzernweiten Produktkatalogs).
Definition 1 auf Basis der existenziellen Abhängigkeit wird vor allem bei der Datenstrukturierung und Datenhaltung verwendet (z. B. von Datenmanagern und Daten(bank)administratoren). Definition 2 auf Basis des Änderungsvolumens wird häufig im Zusammenhang mit datenverändernden Prozessen (Änderungsdienst) genutzt (z. B. von Anwendungsentwicklern), während Definition 3 auf Basis geschäftsprozessorientierter und temporaler Aspekte mehr bei der Betrachtung betriebswirtschaftlicher Prozesse herangezogen wird.

## Beispiele für Stammdaten
Stammdaten finden in unterschiedlichsten Bereichen Verwendung, meistens in Anwendungen von Unternehmen und sonstigen Organisationen.
Als Beispiele können folgende Stammdatenarten (und deren Identifikationsbegriffe in Klammern) dienen:
- Kundenstammsatz (Kundennummer eines Kunden bei einem Warenhaus oder einem Hotel)[3]
- Personalstammsatz (Personalnummer des Mitarbeiters in der Personalverwaltung eines Unternehmens)
- Materialstammsatz (Materialnummer eines bestandgeführten Artikels in der Materialwirtschaft)
- Kreditorenstammsatz (Kreditorennummer in der Kreditorenbuchhaltung, gleiches zu Debitorenstammsatz/-nummer)
- Sachkontenstammsatz (Sachkontennummer in der Buchführung)
- Anlagenstammsatz (Anlagennummer in der Anlagenbuchhaltung)
- Patientenstammsatz (Patientennummer in einer Arztpraxis oder Klinik)[4]
- Studierendenstammsatz (Immatrikulationsnummer an einer Universität mit dazugehörigen Daten wie Name, Geburtsdatum etc.)[5]

## Stammdatenhistorie
Da sich längerfristig meist auch alles ändert, was mittelfristig als konstant und invariabel gedacht war, haben auch Stammdaten oft ein Gültigkeitsdatum (Gültig von, Gültig bis). In der Stammdatenhistorie werden dann diese langsamen Änderungen aufgezeichnet. Die Stammdatenhistorie spielt dort eine wichtige Rolle, wo sich Stammdaten – z. B. Kostenstellen oder Profitcenter nach einer Reorganisation des Unternehmens – von einer Geschäftsperiode auf die nächste verändern. Oft liegen in einem ERP-System gleichzeitig Bewegungsdaten aus verschiedenen Geschäftsperioden vor, z. B. für Auswertungszwecke. Nun darf es z. B. in der Beleganzeige nicht geschehen, dass ein Beleg aus der Vorperiode mit einer Kostenstellenkontierung '1000' hinsichtlich Verantwortlichkeit und organisatorischer Zuordnung dem heutigen, aktuellen Definitionsstand der Kostenstelle '1000' angezeigt wird; vielmehr muss die Anzeige dieser Kostenstellenattribute dem Zeitpunkt der Belegverbuchung entsprechen.

## Eigenschaften der Stamm- und Bewegungsdaten
Trotz aller Unterschiede bei den oben genannten Definitionen gibt es mehrere Gemeinsamkeiten:
Stammdaten
- zeichnen sich durch eine gewisse Statik aus (zeitlich invariant) und haben meistens keinen Zeitbezug,
- werden oft von mehreren Anwendungen bzw. Unternehmensbereichen verwendet, z. B. Teilstammsätze (Einkauf, Konstruktion, Disposition, Buchhaltung, Vertrieb, Arbeitsvorbereitung),
- sind bei analytischen Auswertungen oft die Kriterien, nach denen ausgewertet wird (z. B. Produkt, Filiale, Kunde). Somit sind sie Kandidaten für die Dimensionen im Online Analytical Processing (OLAP) und
- werden meistens langfristig gehalten.

Bewegungsdaten
- zeichnen sich durch eine gewisse Dynamik aus (zeitlich variant) und haben meistens einen Zeitbezug (Gültigkeitsdatum),
- werden oft von wenigen Anwendungen genutzt,
- liefern oft die Fakten bei analytischen Auswertungen, womit sie Kandidaten für die Zelleninhalte im OLAP sind,
- werden meistens nur zeitlich begrenzt benötigt und daher
- kurz oder mittelfristig gehalten.

Bestandsdaten
- zeichnen sich durch eine gewisse Dynamik aus (zeitlich variant),
- liefern oft die Fakten bei analytischen Auswertungen. Somit sind sie Kandidaten für die Zelleninhalte im OLAP und
- werden meistens langfristig gehalten.

## Stammdatenpflege
Die Pflege von Stammdaten ist für Unternehmen aus verschiedenen Gründen von Bedeutung: Eine hohe Qualität der Stammdaten ist Voraussetzung für effiziente Prozesse, zufriedene Kunden und verlässliche Analysen. Sind die Stammdaten hingegen fehlerhaft, kann dies die Prozesse im Unternehmen beeinträchtigen und verzögern (zum Beispiel bei der Rechnungsstellung), Kosten verursachen und sogar den Reputationsverlust eines Unternehmens zur Folge haben.
Praktisch ergibt sich die Stammdatenpflege schon aus der Notwendigkeit heraus, die im Stammdatensatz gespeicherten Daten mehrmals bzw. langfristig zu nutzen. Verhindert werden soll, dass Stammdaten (zum Beispiel die Bankverbindung oder Adresse eines Kunden) bei jedem Geschäftsvorfall neu eingegeben werden müssen. Vielmehr werden die Daten einmalig in einem Kundenstammsatz eingepflegt. Dieser Stammsatz kann dann bei allen darauffolgenden Aufträgen dieses Kunden mit Hilfe seiner Kundennummer als eine interne Datenbezugsquelle genutzt werden.
Die Stammdatenpflege verhindert somit Datenredundanz und Aufwand bei der Datenerfassung. Die Datensätze dienen im Wesentlichen der eindeutigen Identifikation der betroffenen Einheit. Mittels eines Identifikationsbegriffs können Stammsätze zum Beispiel in einem ERP-System durch berechtigte Personen sowie durch sonstige Systemfunktionen jederzeit aufgerufen, angezeigt, geprüft, geändert oder als Datensatz in einen weiterführenden Prozess übernommen werden.
In Deutschland verfügten 2016 – einer Studie von BearingPoint zufolge – rund 50 Prozent der Unternehmen über ein Konzept zur Integration der Stammdaten in die digitale Struktur des Unternehmens. Bei 38 Prozent war ein solches Konzept in der Umsetzung. Rund ein Drittel der Unternehmen verfolgte über Ansätze eines umfassenden Stammdatenmanagements und einer Integration von Kunden und Lieferanten.

## Weitere Beispiele für Stamm- und Bewegungsdaten
- In einer Anwendung zur Materialwirtschaft sind Stammdaten z. B. die Artikel- oder Teilestammdaten, Bewegungsdaten sind z. B. Lagerzugangs- und -abgangsdaten.
- Bei einem PPS-System gehören Stücklisten und Arbeitspläne zu den Stammdaten. Bewegungsdaten sind Daten zu Bestellungen, Aufträgen und Lieferungen.
- Bei einem Produktkonfigurator bilden die Produktmerkmale die Stammdaten, die einzelne Konfiguration, die ein Kunde vornimmt, wenn er sich ein Produkt nach seinen Wünschen zusammenstellt, gehört zu den Bewegungsdaten.
- Bei einem Bibliothekssystem sind die Katalog- und Benutzerdaten (z. B. Name und Adresse) Stammdaten, während die Daten zu den entliehenen Büchern eines Benutzers und zur Meldung einer Rückgabe Bewegungsdaten sind.

## Historie der Begriffe
Die Aufteilung der Datenwelt in Stamm- und Bewegungsdaten geschah in der Frühzeit der elektronischen Datenverarbeitung. Als es noch keine Bildschirmarbeitsplätze für die direkte Eingabe von Daten gab, lagen die Stammdaten als sortierte Lochkartenstapel, als Magnetband- oder auch auf dem damals noch relativ teuren Magnetplattendateien vor. Änderungen wurden über einen bestimmten Zeitraum in Bewegungsdateien gesammelt oder gestapelt, um dann in einem Durchlauf gegen die Stammdaten verarbeitet zu werden.
Mit Beginn der Dialogverarbeitung und der Haltung fast aller Daten auf Direktzugriffsspeichern und dem Einsatz von Datenbankmanagementsystemen verlagerte sich in den 1980er Jahren der Fokus weg von dem Änderungsdienst hin zur Semantik – der existenziellen (Un)abhängigkeit von Entitätstypen bzw. ihren Ausprägungen in den Tabellen relationaler Datenbankmanagementsysteme. Die Bedeutung originärer Daten, also Daten von existenziell unabhängigen Entitätstypen, zeigt sich auch darin, dass für diese Daten in einigen Firmen eine Instanz für die Verwaltung von Stammdaten eingerichtet wurde.
In verschiedenen Gesetzen (Informations- und Kommunikationsdienste-Gesetz IuKDG, Teledienstedatenschutzgesetz TDDSG) werden Stammdaten abweichend von der Ableitung von Beständen auch als Bestandsdaten bezeichnet, wenn sie für die Begründung, Durchführung oder Änderung eines Vertrages über den Transport von Informationen erforderlich sind. Beispiele für Bestandsdaten sind dort Kundendaten (Name, Anschrift, Buchungskonto usw.) und zugehörige permanente Systemdaten (Rufnummer, Anschlusskennung, Kennwörter usw.). In diesem Zusammenhang wird der Begriff Bestandsdaten als Synonym für Stammdaten verwendet, wobei der Begriff Stammdaten angebracht wäre, um Verwechslungen und Missverständnisse zu vermeiden.